# Wentzel-Kramers-Brillouin-benadering
De Wentzel-Kramers-Brillouin-benadering (WKB), of Wentzel-Kramers-Brillouin-Jeffreys-benadering (WKBJ) is in de natuurkunde het meest voorkomende voorbeeld van een semiklassieke berekening in de kwantummechanica. De golffunctie wordt eerst geschreven als een exponentiële functie, met een langzaam veranderende amplitude of fase.
De methode werd voor het eerst in 1923 door de wiskundige Harold Jeffreys ontwikkeld. Drie jaar daarna, in 1926, werd precies dezelfde methode ontwikkeld voor de tweede keer, maar dan door de natuurkundigen Wentzel, Kramers, en Brillouin, waarvan de naam WKB komt. Het blijkt dat Wentzel, Kramers en Brillouin het werk van Jeffreys niet kenden, waardoor het werk van Jeffreys vaak niet erkend wordt.
In de eerste jaren van de ontwikkeling van de kwantummechanica werden, in plaats van "WKB", diverse afkortingen door elkaar gebruikt, zoals WBK, BWK, WKBJ en BWKJ.

## Afleiding

### De schrödingervergelijking
De eendimensionale, tijdsonafhankelijke schrödingervergelijking is
{\displaystyle -{\frac {\hbar ^{2}}{2m}}{\frac {\mathrm {d} ^{2}}{\mathrm {d} x^{2}}}\Psi (x)+V(x)\Psi (x)=E\Psi (x)}
of
{\displaystyle {\frac {\mathrm {d} ^{2}}{\mathrm {d} x^{2}}}\Psi (x)={\frac {2m}{\hbar ^{2}}}\left(V(x)-E\right)\Psi (x)}
De golffunctie kan geschreven worden als exponentiële functie, met argument Φ
{\displaystyle \Psi (x)=e^{\Phi (x)}}
en dus
{\displaystyle \Phi ''(x)+\left[\Phi '(x)\right]^{2}={\frac {2m}{\hbar ^{2}}}\left(V(x)-E\right)}.
De afgeleide {\displaystyle \Phi '(x)} kan afzonderlijk geschreven worden als reële en imaginaire delen door het gebruik van de reële functies A and B:
{\displaystyle \Phi '(x)=A(x)+iB(x)\;}

### Reële en imaginaire delen
De golffunctieamplitude is dus {\displaystyle e^{A(x)}}, de fase is {\displaystyle B(x)}. De schrödingervergelijking wordt
{\displaystyle A'(x)+A(x)^{2}-B(x)^{2}={\frac {2m}{\hbar ^{2}}}\left(V(x)-E\right)}
De rechterkant van de differentiaalvergelijking voor Φ is reëel, en dus
{\displaystyle B'(x)+2A(x)B(x)=0\;}.
Als volgende stap wordt de semiklassieke benadering gebruikt. Dit betekent dat elke functie als een machtreeks in {\displaystyle \hbar } geschreven wordt. Om de reële delen te kunnen vergelijken, moet men de machtreeks ten minste met graad min 1 (orde {\displaystyle \hbar ^{-1}}) laten beginnen.
Om een goede klassieke limiet te kunnen bereiken is het nodig met een zo hoog mogelijk orde van de constante van Planck te beginnen
{\displaystyle A(x)={\frac {1}{\hbar }}\sum _{n=0}^{\infty }\hbar ^{n}A_{n}(x)}
{\displaystyle B(x)={\frac {1}{\hbar }}\sum _{n=0}^{\infty }\hbar ^{n}B_{n}(x)}.
Tot de eerste orde kunnen de voorwaarden op A en B als
{\displaystyle A_{0}(x)^{2}-B_{0}(x)^{2}=2m\left(V(x)-E\right)}
en
{\displaystyle A_{0}(x)B_{0}(x)=0\;}
geschreven worden.

### De golffunctie
Als de amplitude voldoende langzaam verandert in vergelijking met de fase ({\displaystyle A_{0}(x)=0}) dan volgt:
{\displaystyle B_{0}(x)=\pm {\sqrt {2m\left(E-V(x)\right)}}},
wat alleen geldt als de totale energie groter is dan de potentiële energie, zoals bijna altijd is het geval voor klassieke beweging. Na dezelfde procedure op de volgende orde volgt het dat
{\displaystyle \Psi (x)\approx C_{0}{\frac {e^{i\int \mathrm {d} x{\sqrt {{\frac {2m}{\hbar ^{2}}}\left(E-V(x)\right)}}+\theta }}{\sqrt[{4}]{{\frac {2m}{\hbar ^{2}}}\left(E-V(x)\right)}}}}
Als het de fase is die langzaam varieert (in vergelijking met de amplitude) ({\displaystyle B_{0}(x)=0}) volgt dat
{\displaystyle A_{0}(x)=\pm {\sqrt {2m\left(V(x)-E\right)}}},
wat alleen geldt als de potentiële energie groter is dan de totale energie (het regime van het tunneleffect). De volgende orde geeft:
{\displaystyle \Psi (x)\approx {\frac {C_{+}e^{+\int \mathrm {d} x{\sqrt {{\frac {2m}{\hbar ^{2}}}\left(V(x)-E\right)}}}+C_{-}e^{-\int \mathrm {d} x{\sqrt {{\frac {2m}{\hbar ^{2}}}\left(V(x)-E\right)}}}}{\sqrt[{4}]{{\frac {2m}{\hbar ^{2}}}\left(V(x)-E\right)}}}}

### Globale benadering en Besselfuncties
Het blijkt uit de noemer dat die twee benaderingen in de regio van het klassieke stationaire punt niet toegepast kunnen worden, want daar geldt {\displaystyle E=V(x)}. Deze benaderingen gelden ver van de potentiële heuvel en ook daarbeneden. Ver van de heuvel lijkt het deeltje als een vrije golf (namelijk, de fase oscilleert). Beneden de potentiële heuvel varieert de amplitude van het deeltje als een exponentiële functie.
Om een globale benadering te kunnen vinden moeten we overal lokale benaderingen kunnen vinden, dus ook in het gebied van de klassieke stationaire punten waar {\displaystyle E=V(x)}.
Voor een stationair punt {\displaystyle x_{1}} en dicht bij {\displaystyle E=V(x_{1})}, {\displaystyle {\frac {2m}{\hbar ^{2}}}\left(V(x)-E\right)} mag geëxpandeerd worden als machtreeks.
{\displaystyle {\frac {2m}{\hbar ^{2}}}\left(V(x)-E\right)=U_{1}(x-x_{1})+U_{2}(x-x_{1})^{2}+\cdots }
Een eerste-orde-benadering wordt gevonden als:
{\displaystyle {\frac {\mathrm {d} ^{2}}{\mathrm {d} x^{2}}}\Psi (x)=U_{1}(x-x_{1})\Psi (x)}.
Deze differentiaalvergelijking staat bekend als de vergelijking van Airy. Zijn oplossing kan in termen van Airyfuncties geschreven worden (een Airyfunctie is een bepaalde soort Besselfunctie). Het kan getransformeerd worden in een Besselse differentiaalvergelijking met fractionele orde, met oplossing:
{\displaystyle \Psi (x)={\sqrt {x-x_{1}}}\left(C_{+{\frac {1}{3}}}J_{+{\frac {1}{3}}}\left({\frac {2}{3}}{\sqrt {U_{1}}}(x-x_{1})^{\frac {1}{3}}\right)+C_{-{\frac {1}{3}}}J_{-{\frac {1}{3}}}\left({\frac {2}{3}}{\sqrt {U_{1}}}(x-x_{1})^{\frac {1}{3}}\right)\right)}
Met deze oplossing kan men een verbinding maken tussen de ver- en dichtbij-oplossingen. Gegeven de twee coëfficiënten aan één kant van het klassieke stationaire punt, kunnen de twee aan de andere kant berekend worden. Daardoor wordt een relatie tussen {\displaystyle C_{0},\theta } en {\displaystyle C_{+},C_{-}}gevonden.
Gelukkig worden de Airy- of Bessel-functieoplossingen asymptotisch sinus-, cosinus- en exponentiële functies in de juiste limieten. De relaties kunnen als volgt worden gevonden (deze worden vaak "verbindingsformules" genoemd):
{\displaystyle C_{+}={\frac {1}{2}}C_{0}\cos {\left(\theta -{\frac {\pi }{4}}\right)}}
{\displaystyle C_{-}=-{\frac {1}{2}}C_{0}\sin {\left(\theta -{\frac {\pi }{4}}\right)}}
Nu kunnen de globale benaderingen geconstrueerd worden.